# 東港轉運站
東港轉運站是於臺灣屏東縣東港鎮的長途客運及市區客運的轉運設施，由屏東客運、國光客運、高雄客運等公路客運、市區公車業者進駐本站。
此轉運站是屏東縣政府於2016年提出的6大轉運站之一，原址為已廢除的台灣鐵路東港車站。轉運站於2022年5月19日動土，於2023年12月27日試營運，2024年1月7日正式啟用。

## 設施概要

### 轉運場站
於轉運站內設置客運月台11席，另有122格機車停車格。
客運候車月臺配置
| 月臺編號 | 使用業者                   | 使用路線                        | 路線備註                          |
| 第1月台  | 台灣捷乘                   | 711、712、713、715              | 貼心巴士(公車式小黃)              |
| 第2月台  | 屏東客運                   | 8202、8203                      | 往 新園、萬丹、屏東               |
| 第3月台  | 屏東客運 高雄客運 國光客運 | 9117、9117A、9117B、9127、9127D | 往 林園、小港、自立站、高鐵左營站 |
| 第4月台  | 屏東客運                   | 8213、8215                      | 往 崁頂、北勢、潮州               |
| 第5月台  | 屏東客運 高雄客運 國光客運 | 9117、9117A、9117B、9127、9127D | 往 大鵬灣、枋寮、恆春、墾丁、小灣 |
| 第6月台  | 高雄客運                   | 519                             | 屏東縣市區公車，往 南州、潮州     |

### 公共自行車
屏東縣公共自行車租賃系統（YouBike2.0）：
- 東港轉運站：30柱（船頭路3號）

## 行經路線詳細資料
整合高墾線、公路客運、市區公車、小黃公車等16條路線。
| 路線編號 | 營運區間                                         | 服務業者                   | 備註                         |
| -------- | ------------------------------------------------ | -------------------------- | ---------------------------- |
| 519      | 東港轉運站－潮州轉運站                           | 高雄客運                   | 經南州火車站。               |
| 520      | 東港轉運站－捷運小港站                           | 屏東客運                   |                              |
| 608      | 東港轉運站－鹽琉線船運服務中心                   | 屏東客運                   | 經東琉線碼頭。               |
| 711      | 東港轉運站－同安社區                             | 台灣捷乘                   | 貼心巴士(小黃公車)：同安線。 |
| 712      | 東港安泰醫院－山隆宮                             | 台灣捷乘                   | 貼心巴士(小黃公車)：新園線。 |
| 713      | 東港安泰醫院－林邊車站                           | 台灣捷乘                   | 貼心巴士(小黃公車)：林邊線。 |
| 715      | 東港安泰醫院－天隆宮                             | 台灣捷乘                   | 貼心巴士(小黃公車)：竹林線。 |
| 8202     | 屏東－萬丹－東港                                 | 屏東客運                   |                              |
| 8203     | 屏東－社皮－進德大橋－東港                       | 屏東客運                   |                              |
| 8213     | 潮州－崁頂－東港                                 | 屏東客運                   |                              |
| 8215     | 潮州－北勢－東港                                 | 屏東客運                   |                              |
| 9117     | 高客自立站－墾丁－小灣                           | 屏東客運 高雄客運 國光客運 |                              |
| 9117A    | 高客自立站－枋寮                                 | 屏東客運 高雄客運 國光客運 |                              |
| 9117B    | 高客自立站－高雄國際機場－東琉線碼頭－墾丁－小灣 | 屏東客運 高雄客運 國光客運 |                              |
| 9127     | 高客自立站－台88線－東港－大鵬灣                 | 屏東客運 高雄客運 國光客運 |                              |
| 9127D    | 高鐵左營站－台88線－東琉線碼頭－大鵬灣           | 屏東客運 高雄客運 國光客運 |                              |